# Bezirk Zassów
Bezirk Zassów – dawny powiat (Bezirk) kraju koronnego Królestwo Galicji i Lodomerii, funkcjonujący w latach 1854–1867. Siedzibą starostwa była wieś Zassów (Zasów).

## Historia
Bezirk Zassów utworzono w ramach reformy uwłaszczeniowej z okresu Wiosny Ludów (1848–1849), która likwidowała jurysdykcję właściciela ziemskiego nad poddanymi. W Galicji, dominium – jako podstawowa jednostka administracyjna i filar systemu feudalnego straciło rację bytu. Konieczne stało się zatem wprowadzenie nowego systemu administracyjnego, którego zręby powstały w latach 1851–1855. Nowy trójstopniowy podział administracyjny objął 21 cyrkułów (niem. Kreise), 179 małych powiatów (niem. Bezirke) i ponad 6000 gmin (niem. Gemeinde). 
Bezirk Zassów objął obszar o wielkości 8,0 mil², zamieszkany przez 27.847 ludzi i podzielony na 45 gmin katastralnych, w tym dwa miasteczka  (Przecław i Radomyśl). Wszedł w skład cyrkułu tarnowskiego, jako jeden z jego dziesięciu powiatów. Na północy powiat graniczył z Imperium Rosyjskim. Przed 1867 do Bezirk Zassów włączono gminę Słupiec z Bezirk Mielec, stanowiącą dotąd jego odległą zachodnią eksklawę.
Po nadaniu Galicji autonomii oraz powołaniu samorządu gminnego i powiatowego w 1865 zlikwidowano cyrkuły (Kreise). Dotychczasowe małe powiaty (Bezirke) w liczbie 179, utrzymały się do 1867 roku, kiedy to w następstwie kolejnej reformy administracyjnej (23 stycznia 1867) zostały zastąpione przez 74 większych powiatów. Obszar zniesionego Bezirk Zassów wszedł wtedy w skład nowych powiatów mieleckiego i pilzneńskiego (vide podział w tabeli poniżej); odłączona przed 1867 od Bezirk Mielec i właczona do Bezirk Zassów gmina Słupiec weszła w 1867 roku w skład nowego powiatu dąbrowskiego. 19 czerwca 1867, 1 sierpnia 1878 i 1 października 1906 zmieniono granice powiatów mieleckiego i pilzneńskiego. 1 stycznia 1907 nazwę Radomyśla zmieniono na Radomyśl Wielki Powiat pilzneński zniesiono 1 kwietnia 1932, a gminy Mokre, Przerytybór i Zassów włączono do powiatu ropczyckiego.

## Podział administracyjny (1854)
| Lp. | Gmina jednostkowa                        | Powierzchnia | Ludność | Powiat w 1867 po zniesieniu |
| --- | ---------------------------------------- | ------------ | ------- | --------------------------- |
| 1   | Zassów                                   | 1735         | 767     | pilzneński                  |
| 2   | Mokre                                    | 975          | 566     | pilzneński                  |
| 3   | Przerytybór                              | 865          | 299     | pilzneński                  |
| 4   | Dąbie                                    | 2120         | 945     | pilzneński                  |
| 5   | Zdziarzec                                | 1610         | 902     | pilzneński                  |
| 6   | Breń Osuchowski                          | 1623         | 587     | mielecki                    |
| 7   | Kawęczyn                                 | 1133         | 377     | mielecki                    |
| 8   | Dąbrówka Wisłocka z Porębami (Pniakami)  | 1955         | 613     | pilzneński                  |
| 9   | Górki                                    | 1080         | 269     | mielecki                    |
| 10  | Surowa                                   | 490          | 246     | mielecki                    |
| 11  | Gliny Wielkie                            | 1000         | 262     | mielecki                    |
| 12  | Ziempniów                                | 1440         | 338     | mielecki                    |
| 13  | Kiełków                                  | 2546         | 606     | mielecki                    |
| 14  | Łysaków                                  | 1680         | 332     | mielecki                    |
| 15  | Łysakówek                                | 665          | 183     | mielecki                    |
| 16  | Otałęż                                   | 1665         | 480     | mielecki                    |
| 17  | Otałęzka Wola                            | 915          | 351     | mielecki                    |
| 18  | Szafranów                                | 535          | 194     | mielecki                    |
| 19  | Łączki Brzeskie                          | 2610         | 796     | pilzneński                  |
| 20  | Podleszany                               | 2172         | 275     | mielecki                    |
| 21  | Rydzów i Wólka                           | 765          | 291     | mielecki                    |
| 22  | Xiążnice                                 | 842          | 492     | mielecki                    |
| 23  | Przecław (m) i Błonie                    | 3665         | 1255    | pilzneński                  |
| 24  | Kądziołki                                | 795          | 135     | pilzneński                  |
| 25  | Wylów                                    | 795          | 247     | pilzneński                  |
| 26  | Podole i Wólka                           | 1385         | 596     | pilzneński                  |
| 27  | Dulcza Mała                              | 4365         | 948     | mielecki                    |
| 28  | Radomyśl (m)                             | 910          | 1831    | mielecki                    |
| 29  | Ruda                                     | 4285         | 901     | pilzneński                  |
| 30  | Dulcza Wielka i Wólka                    | 4975         | 1716    | pilzneński                  |
| 31  | Trzciana                                 | 3483         | 761     | mielecki                    |
| 32  | Czermin i Hohenbach                      | 2050         | 1294    | mielecki                    |
| 33  | Wadowice i Wola Wadowska oraz Kądzielnia | 5935         | 2480    | mielecki                    |
| 34  | Wampierzów                               | 3305         | 1199    | mielecki                    |
| 35  | Grzybów                                  | 1125         | 177     | mielecki                    |
| 36  | Podborze                                 | 1125         | 340     | mielecki                    |
| 37  | Jamy i Przybysz                          | 1815         | 586     | mielecki                    |
| 38  | Izbiska                                  | 945          | 322     | mielecki                    |
| 39  | Partynia                                 | 1540         | 538     | mielecki                    |
| 40  | Piątkowice                               | 1175         | 175     | mielecki                    |
| 41  | Pień                                     | 550          | 199     | mielecki                    |
| 42  | Podlesie                                 | 1530         | 234     | mielecki                    |
| 43  | Wola Mielecka                            | 1800         | 447     | mielecki                    |
| 44  | Zgórsko                                  | 960          | 164     | mielecki                    |
| 45  | Żarówka                                  | 3295         | 1131    | pilzneński                  |

Objaśnienie:
(M) = miasto; (m) = miasteczko